# Rugosidoloria
Rugosidoloria is een geslacht van kreeftachtigen uit de klasse van de Ostracoda (mosselkreeftjes).

## Soort
- Rugosidoloria serrata Kornicker, 1975